# Sistema educativo de Cuba
El sistema educativo de Cuba es público, el gobierno de la isla considera la educación como uno de los máximos logros de la revolución socialista. Luego del triunfo de la revolución de 1959, el gobierno nacionalizó todas las instituciones educativas y creó un sistema operado exclusivamente por el estado. Según un informe elaborado por el Consejo Económico y Social de la ONU, el sistema educativo presenta una orientación ideológica de carácter marxista, que coordina y condiciona su curriculum con la constitución vigente, aprobada en 1976.
Sin embargo, antes de la Revolución, la isla era una de las naciones latinoamericanas con una mejor y sólida base educativa. La Universidad de La Habana se fundó en 1727. Posteriormente, se fueron fundando otras universidades y colegios de mucho prestigio. En 1953, existían 7.560 escuelas y 670.000 estudiantes matriculadas en ellos, aunque esto se concentraba en las grandes ciudades cubanas como La Habana, Santa Clara y Santiago de Cuba; así como en otras capitales provinciales. Para esa fecha, según se estima el 76,4% de la población sabía leer y escribir, aunque durante la Dictadura de Fulgencio Batista las cifras no están claras ni pueden ser comprobadas. Estas cifras eran solamente superadas por 5 países de América Latina (Brasil, México, Argentina, Colombia y Perú), que contaban con territorios y cifras de habitantes muy superiores, por lo cual, proporcionalmente, Cuba se posicionaba en un escaño envidiable en relación con el resto del continente. Así, pues, existía una reconocida base humana, material y cultural educativa antes de la llegada de la Revolución. 
Cuba ha logrado la escolarización del 100% de los niños hasta, por lo menos, nueve grados educativos, alcanzandose  además la igualdad de género en la escuela, es decir, que tanto niños como niñas cuentan con las mismas condiciones para avanzar en su educación, con posibilidad de llegar a la universidad, que al ser un derecho en el país es de acceso gratuito. En Cuba la política de atención prioritaria a la infancia ha permitido que se erradique el fenómeno de los niños de la calle, una situación única con respecto a la realidad latinoamericana, en donde todavía millones de niños sufren carencias, explotación y trabajo en redes de prostitución.

## Historia de la educación en Cuba

### Desde la independencia hasta la Revolución
La situación era bastante deficiente durante la época previa a la Revolución. Este estado de cosas se ve reflejado, por ejemplo, en la frase del eminente pedagogo cubano Enrique José Varona:

Nos encontramos en la tristísima situación de que hay que aumentar considerablemente el número de aulas, comprar mobiliario, construir escuelas, etcétera, y no hay, ni habrá durante algún tiempo, un centavo que invertir en esas perentorias necesidades.

Aunque el sector educativo nunca gozó de amplios recursos se debe reconocer que se instauró un sistema de educación primaria pública, gratuita y obligatoria. Sin embargo, hacia 1953, con una población de 6,5 millones de habitantes, había en Cuba medio millón de niños sin escuelas, un millón de analfabetos, una enseñanza primaria que llegaba sólo a la mitad de la población escolar, una enseñanza media y superior que llegaba sólo a la población urbana y 10 mil maestros sin trabajo. Hacia el año 1959 los niveles de analfabetismo oscilaban entre el 8.5%, el 18%  el 23% o el 30%, según la fuente, con lo cual es imposible determinar la cifra exacta.

### La educación con la Revolución

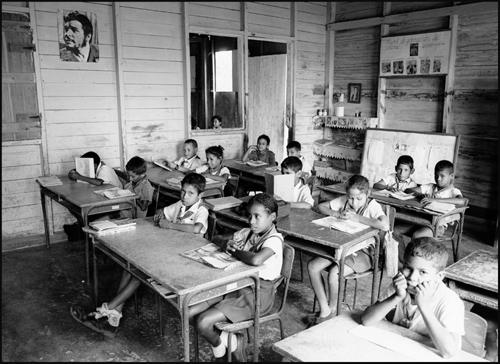
Escolares en un aula de la provincia de Guantánamo. Fotografía de Mijaíl Yevstáfiev.

Hacia diciembre de 1959, se construyeron aproximadamente 10 000 nuevas aulas y la escolarización se elevó a casi el 90% en las edades de 6 a 12 años. El nuevo gobierno transformó en escuelas 69 instalaciones militares con una capacidad de 40.000 alumnos.
La Reforma Integral de la Enseñanza se declaró en 1959 y determinó que el objetivo primordial de la educación era el pleno desarrollo del ser humano. Se constituyó el Contingente de Maestros Voluntarios con 3.000 adolescentes y jóvenes que partieron educar a los campesinos que vivían en lugares remotos.
Otras campañas notables englobadas en la Campaña Nacional de Alfabetización fueron: Brigada de Maestros de Vanguardia "Frank País" que trabajó en las provincias de Oriente, Las Villas y Pînar del Río, Plan de Educación para Campesinas "Ana Betancourt" a principios de 1961 que dictó clases de corte y costura en La Habana.
El 6 de junio de 1961 se dictó la Ley de Nacionalización de la Enseñanza que suprimió la educación privada y los viejos métodos de enseñanza y estableció una educación revolucionaria.

## Actualidad
Algunas de las mejoras más visibles de los planes educativos implantados son:
- Un televisor y videos por escuela y aula.[13]
- Electrificación de todas las escuelas.[14]
- Creación de canales educativos.[15][16]
- Extensión del aprendizaje de Computación,[17] incluyendo enseñanza para ciegos.[18]
- Universalización de la enseñanza.[19]
- Mesas Redondas y Tribunas Abiertas.[20]
- Formación integral de maestros.[21]
- Creación y formación de una generación de trabajadores sociales.
- Centros de enseñanza de Arte.[22]
- Curso de Superación Integral de Jóvenes.[23]

Un dato relevante sobre el nivel de la educación cubana es el estudio internacional sobre la educación primaria efectuado en 1998 por el Laboratorio Latinoamericano de Evaluación de la Calidad de la Educación y patrocinado por la Unesco, donde se muestra que Cuba obtuvo los mejores resultados entre los 12 países del área en que se realizó, manifestando además la elevada tasa de escolarización neta con la que cuenta el país, que alcanza casi al 100% del alumnado, y la escasez de estudiantes que repiten curso, que muestra una tendencia a la baja, con un descenso hasta 0,5% respecto al curso anterior.

## Organización de la enseñanza
La enseñanza cubana se organiza mediante el Sistema Nacional de Educación, un conjunto de subsistemas articulados de forma orgánica. Tanto la educación primaria como la secundaria básica son obligatorias.

### Círculos Infantiles y Educación Preescolar
Los Círculos Infantiles (institución creada en 1961) reciben a los niños desde el primer año hasta los 5 años. Posteriormente los niños asisten a la Educación Preescolar, siendo esta institución acompañada por la Comisión de Educación de Padres, el programa Educa a tu Hijo (para padres que no enviaban a sus hijos a esta educación inicial) y el Centro Latinoamericano de la Educación Preescolar, institución de intercambio de experiencias de educación preescolar de países latinoamericanos y Cuba.https://www.youtube.com/watch?v=26D-B6UPhag

### Primaria
Se imparten de primer grado a sexto grado: matemática, español, informática, el mundo en que vivimos, educación física, educación artística, inglés (a partir de tercer grado).A partir de quinto grado y en sexto grado se le imparte a los estudiantes, además de las materias antes dictadas (excepto el mundo en que vivimos), las siguientes: inglés, educación cívica; historia de Cuba, geografía de Cuba, ciencias naturales y educación laboral.

### Secundaria básica
En esta enseñanza se agrupa de séptimo a noveno grado. El séptimo grado da inicio a la nueva enseñanza, da conocimientos previos para las posteriores y profundiza en los contenidos de primaria. En los otros dos grados se estudian nuevas asignaturas y se prepara para el preuniversitario o para el técnico profesional. Los estudiantes de noveno grado piden las carreras según lo deseen. Se realizan pruebas y se enumeran según los resultados a los alumnos. Se reúne un comité general y uno por destacamento (aula) y se otorgan las carreras.

### Preuniversitaria
Este nivel educativo (llamado también bachillerato o vocacional) se cursa para obtener carreras profesionales en ciencia, ciencia social, historia o letras y es uno de los dos destinos a elegir tras cursar la secundaria básica. Los dos primeros años (10.º y 11.º grados) se imparte formación básica incluyendo programas de estudio, software y video-clases. En el último año (12.º grado) se intensifican los contenidos y se dividen en cuatro ramas de estudio que debe elegir el alumno de acuerdo a su preferencia:
- Ciencias Médicas, Agropecuarias, Biológicas y Cultura Física;
- Ciencias Técnicas, Naturales y Matemática;
- Ciencias Sociales, Humanísticas y Económicas;
- Ciencias Pedagógicas.[30]

Los institutos donde se cursa este nivel educativo son:
- IPVCE (Instituto Preuniversitario Vocacional de Ciencias Exactas), su objetivo es la preparación de estudiantes de elevado aprovechamiento docente y se caracteriza por su rigor académico. Se tiene acceso a través de pruebas de ingreso y el estudiante debe mantener una calificación promedio superior a los 85 puntos para permanecer.
- IPVCP (Instituto Preuniversitario Vocacional Pedagógico), su objetivo es formar estudiantes que luego cursarán carreras pedagógicas a nivel superior.
- Escuelas Militares "Camilitos", forma estudiantes que accederán a carreras de corte militar.
- IPUEC (Instituto Preuniversitario en el Campo) e IPU (Institutos Preuniversitario Urbano) destinada la formación de la enseñanza pre-universitarias, de los estudiantes que van a optar por una carrera universitaria y no está asociada a carreras militares o pedagógicas.

De forma general a este nivel las materias impartidas son: matemáticas, física, química, biología, español, informática, historia antigua y medieval, historia contemporánea, historia de Cuba, geografía, inglés, educación plástica, educación musical y educación física.

### Educación Técnica Profesional
La educación técnica profesional es el otro destino luego de la secundaria básica que prepara a obreros calificados (con un nivel medio básico profesional que equivale a duodécimo grado) y técnicos medios (con un nivel de medio superior profesional equivalente associate degree ).
Esta enseñanza cuenta con 322 centros politécnicos y 152 escuelas de oficio en todo el país a casi 300.000 alumnos en total hacia 2008. Todos estos edificios cuentan con laboratorios, talleres, aulas especializadas, áreas de campo, etc. y 15 especialidades de obreros calificados y 50 es Las asignaturas corresponden a dos ramas: Asignaturas de Formación General y Básicas y Asignaturas Técnicas.

### Universidad

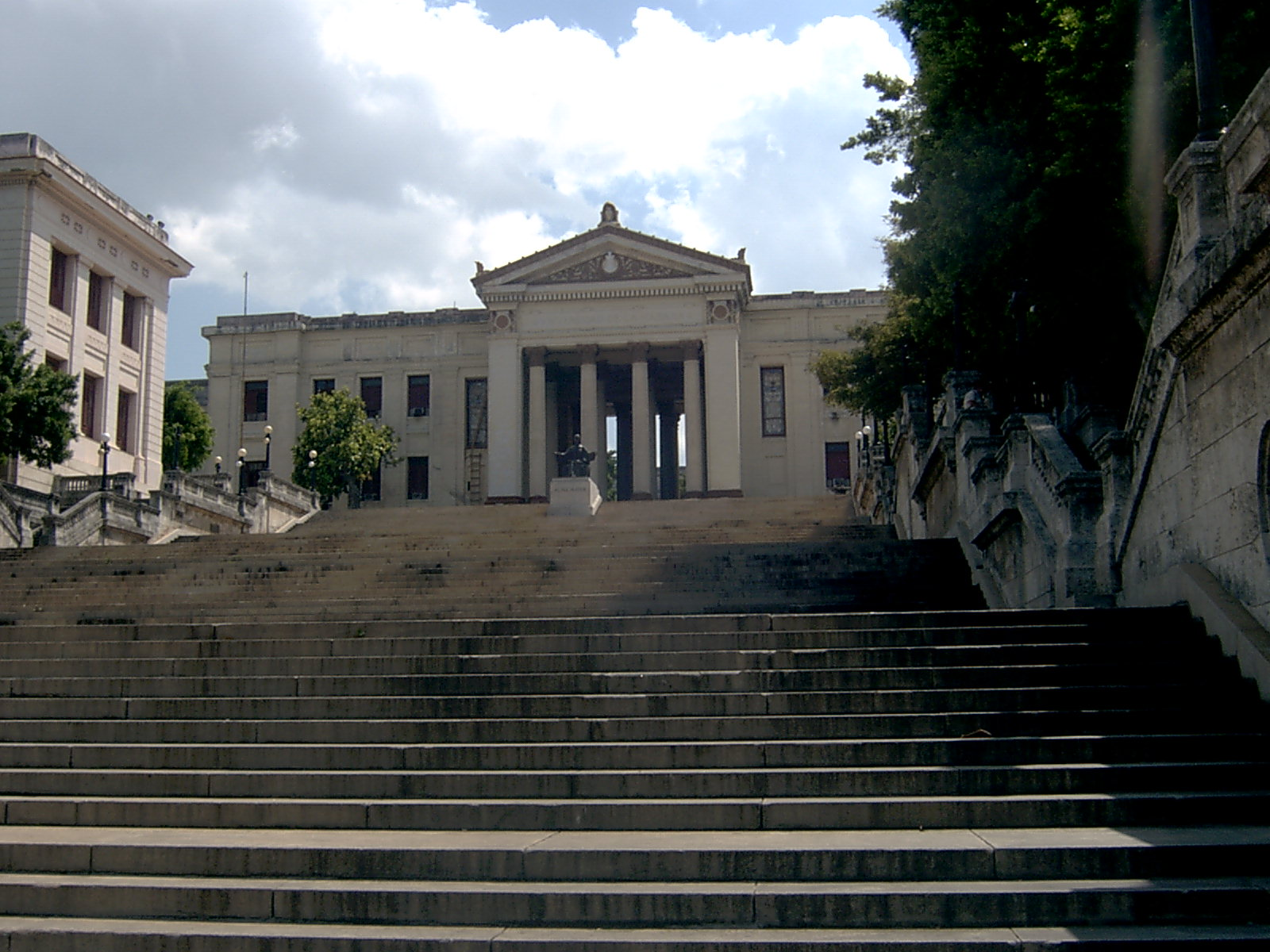
Universidad de La Habana.

La última fase de enseñanza, que comienza después del 12.º grado. Sus estudiantes pertenecen a la Federación Estudiantil Universitaria y posteriormente ejercen el definitivo trabajo en la facultad que deseen. Las universidades cubanas reciben también numerosos profesionales cubanos y extranjeros que llegan a perfeccionar sus conocimientos y a obtener títulos de posgrado.

## Educación de adultos
Estructura en tres niveles: Educación Obrera y Campesina, Secundaria Obrera y Campesina y Facultad Obrera y Campesina la educación de adultos busca asegurar el buen nivel educativo de adultos subescolarizados. También se realizan cursos nocturnos y vespertinos en politécnicos, cursos de capacitación por parte de distintas empresas y encuentros en centros de Educación Superior.

## Educación especial
El subsistema de Educación Especial de Cuba atiende a escolares con retraso mental, retardo en el desarrollo psíquico, sordos, hipoacúsicos, ciegos, débiles visuales, estrábicos, ambliopes, sordo ciegos, autistas con grado moderado o grave (no cuenta el Síndrome de Asperger ni el autismo leve), trastornos en el lenguaje, limitaciones físico-motoras y con trastornos de la conducta, etc. Actualmente hay 421 escuelas especiales en todo el país, que se diferencian en dos grupos: las transitorias y las específicas. Todas estas instituciones se guían por el cumplimiento de la prevención, el carácter transitorio, la función de apoyo y la integración. Los objetivos actuales del subsistema son consolidar el sistema de influencias educativas, orientar y asesorar la labor preventiva y comunitaria y continuar ampliando la cobertura de atención.

## Complementos del sistema educativo

### Actividades extracurriculares
Los estudiantes (principalmente de primaria, secundaria y preuniversitaria) realizan actividades educativas fuera de las clases alternativamente.
Los círculos de interés son proyectos creados generalmente dentro de una escuela u aula sobre diversos temas con aplicaciones futuras donde se preparen a los estudiantes. Funcionan como una vía para orientar la vocación y potenciar el talento en niños y adolescentes. Muchos de estos círculos son creados, impartidos y coordinados por la Organización de Pioneros José Martí para los cuales existe un conjunto de aulas y centros pioneriles.
Los instructores de arte son parte de un proyecto efectuado para divulgar el mismo entre los estudiantes. Estos instructores son personas con vocación artística pero que no se interesaron por ingresar a las Escuelas de Arte o que no aprobaron los requisitos de ingreso a estas. Para poder desempeñar esta función es necesario aprobar los cursos de enseñanza de un arte en específico, que puede ser pintura, música, danza o teatro. Trabajan en espacios en los horarios de la semana e imparten clases, explican teoría o aclaran dudas sobre las complementarias clases televisivas. Además poseen tiempo extra luego de las clases con alumnos aficionados al arte con talleres donde los mismos se perfeccionan.

### Ayudas materiales
El semi-internado consiste en un sistema en que los alumnos de educación primaria permanecen en la escuela durante el horario vespertino. En este tiempo se les ofrece un almuerzo y en algunos casos se realizan actividades extracurriculares.
Siempre se mencionó la necesidad de medios escolares básicos. Estos fueron presentes gratuitamente y repartidos entre los estudiantes por mucho tiempo. En el período especial estos medios decayeron al punto de que debieron ser comprados a menudo por los propios estudiantes. En 2008, conforme a que la economía se recuperó un poco, volvieron a añadirse algunos de dichos medios. Sin embargo, con el transcurso del tiempo, la educación y el sistema escolar han seguido sufriendo un deterioro cada vez mayor por falta de aulas, de profesores, de materiales y escuelas en mal estado.